# FIA Mistrovství Formule 3
FIA Mistrovství Formule 3 je mezinárodní závodní šampionát monopostů, který organizuje Mezinárodní automobilová federace (FIA). Vznikl v roce 2019 jako doprovodná série Formule 1 a Formule 2, kdy došlo ke sloučení dvou šampionátů – GP3 Series a evropské Formule 3. Nový šampionát byl představen 10. března 2018 v sídle FIA v Paříži.

## Závodní víkend
Zastávky v boxech nejsou povinné, jezdci mohou do boxů zajet, pokud to vyžaduje například počasí, defekt či jiné poškození monopostu.
V pátek se koná 45 minut dlouhý volný trénink a kvalifikace v délce 30 minut.
V sobotu se jezdí sprint na 40 minut + jedno kolo. Startovní rošt určuje páteční kvalifikace, pořadí prvních 12 jezdců je ale prohozeno.
Hlavní závod se koná v neděli před závodem Formule 1 a jezdí se na 45 minut + jedno kolo.

### Bodový systém
10 nejlepších jezdců ve sprintu získává body následovně:
| Sprint | Sprint | Sprint | Sprint | Sprint | Sprint | Sprint | Sprint | Sprint | Sprint |
| 1      | 2      | 3      | 4      | 5      | 6      | 7      | 8      | 9      | 10     |
| ------ | ------ | ------ | ------ | ------ | ------ | ------ | ------ | ------ | ------ |
| 10     | 9      | 8      | 7      | 6      | 5      | 4      | 3      | 2      | 1      |

10 nejlepších jezdců v závodě získává body následovně:
| Hlavní závod | Hlavní závod | Hlavní závod | Hlavní závod | Hlavní závod | Hlavní závod | Hlavní závod | Hlavní závod | Hlavní závod | Hlavní závod |
| 1            | 2            | 3            | 4            | 5            | 6            | 7            | 8            | 9            | 10           |
| ------------ | ------------ | ------------ | ------------ | ------------ | ------------ | ------------ | ------------ | ------------ | ------------ |
| 25           | 18           | 15           | 12           | 10           | 8            | 6            | 4            | 2            | 1            |

Vítěz kvalifikace získává 2 body.
Za nejrychlejší kolo ve sprintu a v závodě se uděluje 1 bod, pokud jezdec dokončí závod mezi 10 nejlepšími.
Během závodního víkendu může jezdec získat maximálně 39 bodů.

## Vítězové

### Jezdci
| Rok  | Jezdec             | Tým            | Pole | Vítězství | Pódia | NK | Body | % získaných bodů | Zajištění titulu    | Rozdíl |
| ---- | ------------------ | -------------- | ---- | --------- | ----- | -- | ---- | ---------------- | ------------------- | ------ |
| 2019 | Robert Švarcman    | Prema Racing   | 2    | 3         | 10    | 2  | 212  | 55,208           | Soči, hlavní závod  | 54     |
| 2020 | Oscar Piastri      | Prema Racing   | 0    | 2         | 6     | 3  | 164  | 39,188           | Mugello, sprint     | 3      |
| 2021 | Dennis Hauger      | Prema Racing   | 3    | 4         | 9     | 5  | 205  | 46-804           | Soči, sprint 1      | 26     |
| 2022 | Victor Martins     | ART Grand Prix | 0    | 2         | 6     | 1  | 139  | 39,601           | Monza, sprint       | 5      |
| 2023 | Gabriel Bortoleto  | Trident        | 1    | 2         | 6     | 3  | 164  | 46,724           | Monza, hlavní závod | 45     |
| 2024 | Leonardo Fornaroli | Trident        | 2    | 0         | 7     | 2  | 153  | 39,231           | Monza, hlavní závod | 23     |

### Týmy
| Rok  | Tým          | Pole | Vítězství | Pódia | NK | Body  | % získaných bodů | Zajištění titulu                | Rozdíl |
| ---- | ------------ | ---- | --------- | ----- | -- | ----- | ---------------- | ------------------------------- | ------ |
| 2019 | Prema Racing | 4    | 8         | 24    | 7  | 527   | 63,956           | Spa-Francorchamps, sprint       | 304    |
| 2020 | Prema Racing | 4    | 7         | 16    | 7  | 470,5 | 52,453           | Monza, hlavní závod             | 209    |
| 2021 | Trident      | 2    | 5         | 13    | 3  | 381   | 39,895           | Soči, hlavní závod              | 4      |
| 2022 | Prema Racing | 0    | 3         | 15    | 4  | 355   | 44,320           | Monza, sprint                   | 54     |
| 2023 | Prema Racing | 1    | 5         | 13    | 6  | 327   | 40,824           | Monza, sprint                   | 19     |
| 2024 | Prema Racing | 2    | 7         | 14    | 5  | 352   | 39,551           | Spa-Francorchamps, hlavní závod | 71     |

## Účastníci Formule 1
- Tučně jsou označeni aktivní jezdci Formule 1

| Jezdec            | Formule 3 | Formule 3 | Formule 3 | Formule 3 | Formule 3 | Formule 1 | Formule 1    | Formule 1 | Formule 1 | Formule 1 | Formule 1 |
| Jezdec            | Sezóny    | Závody    | Vítězství | Pódia     | Pořadí    | Sezóny    | První tým    | Závody    | Vítězství | Pódia     | Body      |
| ----------------- | --------- | --------- | --------- | --------- | --------- | --------- | ------------ | --------- | --------- | --------- | --------- |
| Júki Cunoda       | 2019      | 16        | 1         | 3         | 9. místo  | 2021–2025 | AlphaTauri   | 87        | 0         | 0         | 91        |
| Oscar Piastri     | 2020      | 18        | 2         | 6         | 1. místo  | 2023–2025 | McLaren      | 46        | 2         | 10        | 389       |
| Logan Sargeant    | 2019–2021 | 54        | 3         | 10        | 3. místo  | 2023–2024 | Williams     | 36        | 0         | 0         | 1         |
| Liam Lawson       | 2019–2020 | 34        | 3         | 8         | 5. místo  | 2023–2025 | AlphaTauri   | 11        | 0         | 0         | 6         |
| Oliver Bearman    | 2022      | 18        | 1         | 8         | 3. místo  | 2024–2025 | Ferrari      | 3         | 0         | 0         | 7         |
| Franco Colapinto  | 2022–2023 | 36        | 4         | 10        | 4. místo  | 2024      | Williams     | 9         | 0         | 0         | 5         |
| Jack Doohan       | 2020–2021 | 38        | 4         | 7         | 2. místo  | 2024–2025 | Alpine       | 1         | 0         | 0         | 0         |
| Gabriel Bortoleto | 2023      | 18        | 2         | 6         | 1. místo  | 2025      | Sauber       | 0         | 0         | 0         | 0         |
| Isack Hadjar      | 2022      | 18        | 3         | 5         | 4. místo  | 2025      | Racing Bulls | 0         | 0         | 0         | 0         |

## Okruhy
- Tučně jsou označeny aktuální okruhy Formule 1

| Číslo | Místo             | Okruh                          | Roky                 |
| ----- | ----------------- | ------------------------------ | -------------------- |
| 1     | Barcelona         | Circuit de Barcelona-Catalunya | 2019–⁠2024            |
| 2     | Le Castellet      | Circuit Paul Ricard            | 2019, 2021           |
| 3     | Spielberg         | Red Bull Ring                  | 2019–2024            |
| 4     | Silverstone       | Silverstone Circuit            | 2019–2020⁠, 2022–2024 |
| 5     | Budapešť          | Hungaroring                    | 2019–2024            |
| 6     | Spa-Francorchamps | Circuit de Spa-Francorchamps   | 2019–2024            |
| 7     | Monza             | Autodromo Nazionale Monza      | 2019–2020⁠, 2022–2024 |
| 8     | Soči              | Sochi Autodrom                 | 2019⁠, 2021           |
| 9     | Mugello           | Mugello Circuit                | 2020                 |
| 10    | Zandvoort         | Circuit Zandvoort              | 2021–2022            |
| 11    | Sachír            | Bahrain International Circuit  | 2022–2024            |
| 12    | Imola             | Imola Circuit                  | 2022, 2024           |
| 13    | Melbourne         | Albert Park Circuit            | 2023–2024            |
| 14    | Monte Carlo       | Circuit de Monaco              | 2023–2024            |